# 北中誠
北中 誠（きたなか まこと、1935年9月1日 - ）は、日本の実業家。公益財団法人小田急財団顧問。小田急電鉄では代表取締役社長として、バブル崩壊の影響を受け業績が悪化していた小田急グループの建て直しを図った。また日本民営鉄道協会副会長も務めた。

## 人物
茨城県出身。1959年に一橋大学商学部を卒業し、小田急電鉄に入社。同社では、入社以来社長就任まで5年間を除き、33年間経理を担当した。1968年には知識の整理と確認のために公認会計士試験を受験し、合格した。
1975年に突如腹痛が生じたため、救急車で病院に搬送されたものの、盲腸との診断は出ず、いったん帰宅した。その夜、再び腹痛が生じたため、再度病院に行ったところ盲腸であると診断され、緊急手術を受けた。ところが手術後1ヶ月半たっても腹痛がおさまらず、食事もままならない状況で、体力の低下も激しくなってきた。そこで主治医を代え、再度診断を受けたところ、かなり悪化した腹膜炎であることが判明し、5時間にわたる手術が必要であるとされた。さらにこの時点でかなり体力が低下し、体重も55キロから40キロまで落ちていたため、5時間におよぶ麻酔に耐えられない可能性もあり、家族には病院から「覚悟しておいてほしい」と告げられていた。北中自身も「これでおしまいか」と何度も考えていたが、手術は成功し、その後会社に復帰した。
企画部次長、企画部長等を経て、1985年経理部長に就任。将来予定される小田急線の複々線化工事、特に2,500億程度の負担が見込まれる東北沢駅・和泉多摩川駅間の高架複々線化工事などの大型投資に備え、バブル景気の最中でありながら、エクイティ・ファイナンスの活用により、金融機関からの借入金を減少させ、財務体質の改善をはかった。
1997年6月、既に在任6年目となっていた滝上隆司社長が取締役相談役に退き、副社長を務めていた北中が後任の社長に就任した。社長就任後は、バブル崩壊の影響から業績悪化に陥っていた小田急グループのリストラとして、1998年2月東海自動車再編計画策定、同年3月小田急花鳥山脈閉園、同年12月ホテル小田急再建計画策定、1999年3月女子バレーボールチーム小田急ジュノー休部、同年9月小田急御殿場ファミリーランド閉園、2000年9月鵠沼プールガーデン閉園、2001年2月小田急向ヶ丘遊園モノレール線廃止、2002年3月向ヶ丘遊園閉園などが次々と実行され、三大懸案とされていた百貨店事業、ホテル事業、バス事業についても、百貨店事業のスリム化、バス事業の分社化などがなされ、リストラに一応のめどがついた。
グループのリストラの一方、沿線価値の向上のための海老名駅前の大規模再開発事業、複々線化による時間短縮による他路線との競争力強化などにも取り組んだ。
在任6年を迎えた2003年に社長を退任し、取締役相談役に就任した。後任の社長には松田利之専務が就任し、同時に創業者利光鶴松の一族である利光國夫副社長が、これまで空席となっていた代表取締役会長及び新設された小田急グループ最高経営責任者のポストに就任したものの、両人とも2年後に、有価証券報告書虚偽記載問題により引責辞任した。

## 略歴
- 1935年（昭和10年）9月1日 - 茨城県生まれ
- 1959年（昭和34年）
  - 3月 - 一橋大学商学部卒業
  - 4月 - 小田急電鉄入社
- 1983年（昭和58年）7月 - 同社企画部長
- 1985年（昭和60年）6月 - 同社経理部長
- 1989年（平成元年）6月 - 同社取締役経理部長
- 1991年（平成3年）
  - 5月 - 小田急不動産監査役
  - 6月 - 小田急電鉄常務経営企画本部長兼経理部・監査部・駐車場部担当
- 1995年（平成7年）6月 - 小田急電鉄副社長業務総括兼監査部担当
- 1997年（平成9年）6月 - 小田急電鉄代表取締役社長
- 2001年（平成13年）6月 - 東急エージェンシー取締役（社外）兼任
- 2003年（平成15年）
  - 3月 - 東急レクリエーション取締役（社外）兼任
  - 6月 - 小田急電鉄取締役相談役
- 2005年（平成17年）6月 - 小田急電鉄取締役相談役退任
- 2007年（平成19年）6月 - 小田急電鉄顧問

## 論文等
- 「対談 テレビメディアの活用--小田急電鉄を例に--人情の機微を映し出してもらいたい (特集 テレビメディアの活用) 」（岸本葉子と共著）観光. (通号 441) [2003.7]
- 「インタビュー 輸送効率のアップで沿線間競争に勝ち残ります--北中誠 小田急電鉄社長 (特集 小田急の変身、そして挑戦)」 経済界. 38(7) (通号 748) [2003.4.8]
- 「より魅力ある鉄道の実現と沿線の発展をめざして」 運転協会誌. 45(1) (通号 523) [2003.1]
- 「巻頭随想 沿線の発展とともに、より魅力ある鉄道をめざして」 Subway. (136) [2002.7]
- 「巻頭随想 新生小田急50周年を機にさらなる歩みを」Subway. (通号 113) [1998.09]
- 「佐藤正忠の極意対談(小田急電鉄社長・北中誠)」 経済界. 33(19) [1998.09.22]